# Чемпіонат Азії з боротьби 2020
Чемпіонат Азії з боротьби 2020 пройшов з 18 по 23 лютого 2020 року в Нью-Делі, Індія в спортивному комплексі Індіри Ґанді. Китаю заборонили брати участь у змаганнях через пандемію COVID-19. Північна Корея та Туркменістан не змогли взяти участь у турнірі через обставини, спричинені спалахом коронавірусної хвороби.
На чемпіонаті проводилися змагання з вільної та греко-римської боротьби серед чоловіків і вільної боротьби серед жінок.
Було розіграно тридцять комплектів нагород — по десять у вільній, греко-римській та жіночій боротьбі. Бронзові нагороди вручалися обом спортсменам, що виграли втішні сутички.

## Країни учасники
У змаганнях взяли участь 274 борців з 23 країн. У вільній боротьбі серед чоловіків взяли участь 107 спортсменів, що представляли 21 збірну, у греко-римській 96 борців з 18 країн, в жіночій — 71 спортсменка представляла 11 збірних команд.
- Бахрейн (2)
- В'єтнам (5)
- Ємен (2)
- Індія (30)
- Ірак (11)
- Іран (20)
- Йорданія (2)
- Казахстан (30)
- Катар (2)
- Киргизстан (24)
- Китайський Тайбей (6)
- Кувейт (2)
- Монголія (21)
- Пакистан (4)
- Палестина (1)
- Південна Корея (22)
- Саудівська Аравія (3)
- Сирія (2)
- Таджикистан (15)
- Таїланд (9)
- Узбекистан (30)
- Філіппіни (1)
- Японія (30)

## Загальний медальний залік
| Місце                | Країна               | Золото | Срібло | Бронза | Загалом |
| -------------------- | -------------------- | ------ | ------ | ------ | ------- |
| 1                    | Японія               | 8      | 4      | 4      | 16      |
| 2                    | Іран                 | 7      | 3      | 7      | 17      |
| 3                    | Індія                | 5      | 6      | 9      | 20      |
| 4                    | Казахстан            | 5      | 2      | 12     | 19      |
| 5                    | Киргизстан           | 2      | 3      | 6      | 11      |
| 6                    | Узбекистан           | 2      | 2      | 6      | 10      |
| 7                    | Південна Корея       | 1      | 4      | 1      | 6       |
| 8                    | Монголія             | 0      | 4      | 4      | 8       |
| 9                    | Таджикистан          | 0      | 2      | 2      | 4       |
| 10                   | Ірак                 | 0      | 0      | 1      | 1       |
| Загалом (10 збірних) | Загалом (10 збірних) | 30     | 30     | 52     | 112     |

## Рейтинг команд
| Місце в рейтингу | Вільна боротьба (чоловіки) | Вільна боротьба (чоловіки) | Греко-римська боротьба (чоловіки) | Греко-римська боротьба (чоловіки) | Вільна боротьба (жінки) | Вільна боротьба (жінки) |
| Місце в рейтингу | Команда                    | Бали                       | Команда                           | Бали                              | Команда                 | Бали                    |
| ---------------- | -------------------------- | -------------------------- | --------------------------------- | --------------------------------- | ----------------------- | ----------------------- |
| 1                | Іран                       | 168                        | Іран                              | 190                               | Японія                  | 209                     |
| 2                | Індія                      | 159                        | Узбекистан                        | 146                               | Індія                   | 180                     |
| 3                | Казахстан                  | 146                        | Казахстан                         | 136                               | Казахстан               | 164                     |
| 4                | Японія                     | 140                        | Південна Корея                    | 130                               | Монголія                | 143                     |
| 5                | Киргизстан                 | 114                        | Індія                             | 127                               | Узбекистан              | 110                     |
| 6                | Узбекистан                 | 94                         | Киргизстан                        | 119                               | Киргизстан              | 51                      |
| 7                | Монголія                   | 93                         | Японія                            | 98                                | Південна Корея          | 51                      |
| 8                | Таджикистан                | 85                         | Таджикистан                       | 37                                | В'єтнам                 | 49                      |
| 9                | Південна Корея             | 57                         | Ірак                              | 33                                | Таїланд                 | 16                      |
| 10               | Ірак                       | 24                         | Таїланд                           | 28                                | Китайський Тайбей       | 16                      |

## Медалісти

### Чоловіки

#### Вільна боротьба
| Категорія | Золото                  | Срібло                | Бронза                   |
| до 57 кг  | Раві Кумар Дахія        | Хікматулло Вохідов    | Бекболот Мирзаназар-уулу |
| до 57 кг  | Раві Кумар Дахія        | Хікматулло Вохідов    | Юкі Такахасі             |
| до 61 кг  | Улукбек Жолдошбеков     | Мухамад Ікромов       | Рюто Сакакі              |
| до 61 кг  | Улукбек Жолдошбеков     | Мухамад Ікромов       | Рауль Аваре              |
| до 65 кг  | Такуто Отогуро          | Баджранг Пунія        | Даулет Ніязбеков         |
| до 65 кг  | Такуто Отогуро          | Баджранг Пунія        | Амірхоссейн Магсуді      |
| до 70 кг  | Ільяс Бекбулатов        | Амірхоссейн Хоссейні  | Меїржан Аширов           |
| до 70 кг  | Ільяс Бекбулатов        | Амірхоссейн Хоссейні  | Ісламбек Орозбеков       |
| до 74 кг  | Даніяр Кайсанов         | Джитендер             | Даїті Такатані           |
| до 74 кг  | Даніяр Кайсанов         | Джитендер             | Мустафа Хоссейнхані      |
| до 79 кг  | Арсалан Будажапов       | Гаурав Баліян         | Алі Бахтіяр Савадхокі    |
| до 79 кг  | Арсалан Будажапов       | Гаурав Баліян         | Сінкіті Окуї             |
| до 86 кг  | Сютаро Ямада            | Ахмад Базрі           | Іса Шапієв               |
| до 86 кг  | Сютаро Ямада            | Ахмад Базрі           | Діпак Пунія              |
| до 92 кг  | Мохаммадджавад Ебрахімі | Такума Оцу            | Мунхбаатарин Цогтгерел   |
| до 92 кг  | Мохаммадджавад Ебрахімі | Такума Оцу            | Ілісхан Чілаєв           |
| до 97 кг  | Моджтаба Голеї          | Сатьяварт Кадіян      | Рустам Іскандарі         |
| до 97 кг  | Моджтаба Голеї          | Сатьяварт Кадіян      | Алішер Єргалі            |
| до 125 кг | Юсуп Батирмурзаєв       | Доржхандин Хюдербулга | Нам Гьон Чін             |
| до 125 кг | Юсуп Батирмурзаєв       | Доржхандин Хюдербулга | Парвіз Хаді              |

#### Греко-римська боротьба
| Категорія | Золото                         | Срібло                         | Бронза                             |
| 55 кг     | Пуя Нассерпур Іран             | Ясурбек Ортікбоєв Узбекистан   | Арджун Халакуркі Індія             |
| 55 кг     | Пуя Нассерпур Іран             | Ясурбек Ортікбоєв Узбекистан   | Корлан Жаканша Казахстан           |
| 60 кг     | Фуміта Кен'їтіро Японія        | Жоламан Шаршенбеков Киргизстан | Ісломжон Бахромов Узбекистан       |
| 60 кг     | Фуміта Кен'їтіро Японія        | Жоламан Шаршенбеков Киргизстан | Мехді Мохсеннеджад Іран            |
| 63 кг     | Ельмурат Тасмурадов Узбекистан | Сон Чін Соп Південна Корея     | Мубінжон Ахмедов Таджикистан       |
| 63 кг     | Ельмурат Тасмурадов Узбекистан | Сон Чін Соп Південна Корея     | Мейсам Далхані Іран                |
| 67 кг     | Рю Хан Су Південна Корея       | Махмуд Бахшиллоєв Узбекистан   | Ашу Індія                          |
| 67 кг     | Рю Хан Су Південна Корея       | Махмуд Бахшиллоєв Узбекистан   | Хуссейн Асаді Іран                 |
| 72 кг     | Амін Кавянінежад Іран          | Ібрагім Магомадов Казахстан    | Руслан Царьов Киргизстан           |
| 72 кг     | Амін Кавянінежад Іран          | Ібрагім Магомадов Казахстан    | Адітья Кунду Індія                 |
| 77 кг     | Тамерлан Шадукаєв Казахстан    | Педжман Поштам Іран            | Хуссейн Албідхан Ірак              |
| 77 кг     | Тамерлан Шадукаєв Казахстан    | Педжман Поштам Іран            | Ренат Ільяс-уулу Киргизстан        |
| 82 кг     | Мехді Ебрахімі Іран            | Чхве Чун Хьон Південна Корея   |                                    |
| 82 кг     | Мехді Ебрахімі Іран            | Чхве Чун Хьон Південна Корея   | Жалгасбай Бердімурадов Узбекистан  |
| 87 кг     | Суніл Кумар Індія              | Азат Салідінов Киргизстан      |                                    |
| 87 кг     | Суніл Кумар Індія              | Азат Салідінов Киргизстан      | Азамат Кустубаєв Казахстан         |
| 97 кг     | Мохаммед Хаді Сараві Іран      | Лі Се Йоль Південна Корея      | Мухаммадалі Шамсіддінов Узбекистан |
| 97 кг     | Мохаммед Хаді Сараві Іран      | Лі Се Йоль Південна Корея      | Хардіп Сінгх Індія                 |
| 130 кг    | Амін Мірзазаде Іран            | Кім Мін Сок Південна Корея     | Роман Кім Киргизстан               |
| 130 кг    | Амін Мірзазаде Іран            | Кім Мін Сок Південна Корея     | Мансур Шадукаєв Казахстан          |

### Жінки

#### Вільна боротьба
| Категорія | Золото              | Срібло                 | Бронза                  |
| до 50 кг  | Міхо Ігарасі        | Нірмала Деві           | Валентина Ісламова      |
| до 50 кг  | Міхо Ігарасі        | Нірмала Деві           | Даулетбіке Якшімуратова |
| до 53 кг  | Тетяна Аманжол      | Маю Мукайда            | Вінеш Фогат             |
| до 53 кг  | Тетяна Аманжол      | Маю Мукайда            | Актенге Кеунімжаєва     |
| до 55 кг  | Пінкі               | Болормаагійн Долгоон   | Марина Зуєва            |
| до 57 кг  | Рісако Каваї        | Ерхембаярин Даваачимег | Аншу Малік              |
| до 57 кг  | Рісако Каваї        | Ерхембаярин Даваачимег | Алтинай Сатилган        |
| до 59 кг  | Саріта              | Алтанцецегійн Батцецег | Мадіна Бакбергенова     |
| до 62 кг  | Юкако Каваї         | Аяулим Касимова        | Пүрвеегійн Номін-Ердене |
| до 62 кг  | Юкако Каваї         | Аяулим Касимова        | Айсулуу Тинибекова      |
| до 65 кг  | Наомі Руїке         | Сакші Малік            | Зорігтин Болортунгалаг  |
| до 68 кг  | Дів'я Какран        | Наруха Мацуюкі         | Енхсайхани Делгермаа    |
| до 72 кг  | Жаміля Бакбергенова | Мей Сіндо              | Гуршаран Пріт Каур      |
| до 76 кг  | Хірое Судзукі       | Айпері Медет-кизи      | Ельміра Сиздикова       |